# Jac Nellemann
Jacob Nellemann, detto Jac (Copenaghen, 19 aprile 1944), è un ex pilota automobilistico danese.
Iscritto due volte al Gran Premio di Svezia, nell'edizione 1976 non riuscirà a qualificarsi con una Brabham del team RAM e l'anno successivo si ritirerà dall'evento prima delle prove.
Fu campione di Formula 3 danese nel 1976 e 1977.

## Risultati in Formula 1
| 1976 | Scuderia   | Vettura      |  |  |  |  |  |  |    |  |  |  |  |  |  |  |  |  | Punti | Pos. |
| ---- | ---------- | ------------ |  |  |  |  |  |  | -- |  |  |  |  |  |  |  |  |  | ----- | ---- |
| 1976 | RAM Racing | Brabham BT42 |  |  |  |  |  |  | NQ |  |  |  |  |  |  |  |  |  | 0     |      |

| Legenda | 1º posto     | 2º posto | 3º posto    | A punti         | Senza punti/Non class.  | Grassetto – Pole position Corsivo – Giro più veloce |
| Legenda | Squalificato | Ritirato | Non partito | Non qualificato | Solo prove/Terzo pilota | Grassetto – Pole position Corsivo – Giro più veloce |